# Emily Lamb

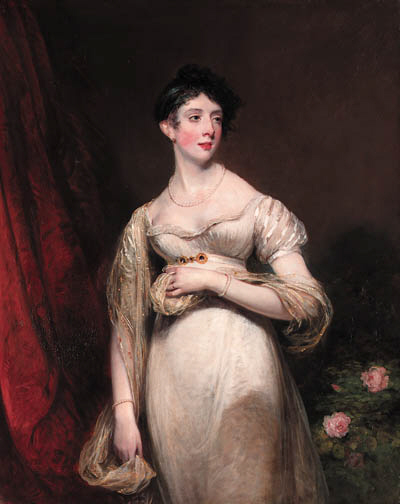
Emily Lamb, Countess Cowper, gemalt von William Owen, um 1810

Emily Mary Lamb (* 21. April 1787; † 11. Oktober 1869 auf Brocket Hall) war eine britische Adlige und tonangebende Dame in der Londoner High Society der Regency-Epoche. Ihr Bruder war der Premierminister William Lamb, 2. Viscount Melbourne und ihr zweiter Ehemann der Premierminister Henry Temple, 3. Viscount Palmerston.

## Familie Lamb
Emily Lamb kam als Tochter von Peniston Lamb, 1. Viscount Melbourne (1745–1828) und dessen Gattin Elizabeth Millbanke († 1818), zur Welt. Da ihre Mutter viele Affären hatte, ist unklar, wer ihr biologischer Vater war; es könnte George Wyndham, 3. Earl of Egremont gewesen sein. Emily war das vierte von insgesamt fünf Kindern. Die Familie Lamb war seit der Mitte des 19. Jahrhunderts politisch engagiert und erreichte mit der Generation von Emily Lamb den Höhepunkte ihres Einflusses.
1781 war Emily Lambs Vater zum Viscount Melbourne erhoben worden. Ihr ältester Bruder William war zweimal britischer Premierminister, ein weiterer Bruder, George Lamb, war Dramatiker und Journalist. Die Lambs waren eng mit der Whig-Partei verbunden und enge Freunde von Queen Victoria.

## Erste Ehe
Im Alter von 18 Jahren heiratete Emily Lamb Peter Clavering-Cowper, 5. Earl Cowper, der neun Jahre älter war als sie. Lord Cowper war der größte Landbesitzer in Hertfordshire. Er interessierte sich nicht für Politik und war Fellow of the Royal Society. Er war nicht ehrgeizig, galt als langweilig und sprach äußerst langsam, was in großem Kontrast zu den Eigenschaften seine Frau stand. Lady Cowper widmete sich bald leidenschaftlich ihrer Rolle in der eleganten Londoner Welt und wurde eine der gefürchteten Patroninnen des äußerst exklusiven Almack’s-Club.
In Almack’s wurde Lady Cowper immer öfter in der Gesellschaft von Viscount Palmerston gesehen, der wegen seiner verschiedenen Liebesbeziehungen den Spitznamen Cupido hatte. Palmerston wurde ein festes Inventar ihrer Partys und Salons. Als Lord Cowper schwer erkrankte und sich sein Gesundheitszustand generell verschlechterte, gingen Emily Lamb und Palmerston eine Liebesbeziehung ein. Dies brachte Palmerston, ursprünglich ein Tory, in Kontakt mit angesehenen Whigs, speziell mit Emily Lambs Bruder, so dass er 1830 bald die Seiten wechselte.

## Ehe mit Palmerston
1837 starb Lord Cowper, zwei Tage nach der Thronbesteigung von Queen Victoria. Das machte den Weg frei für eine Eheschließung zwischen Emily Lamb und Lord Palmerston, jedoch gab ihr Alter – sie war 52, er 55 – Anlass zu Bedenken. Die Angelegenheit wurde mit der Queen besprochen, die ihre Zustimmung gab, und sie heirateten am 16. Dezember 1839.
Das Ehepaar ließ sich zunächst in Broadlands nieder, und die Beziehung galt als äußerst glücklich. Noch im Alter von 62 Jahren weigerte sie sich, mit ihrem alten Freund und Verehrer Frederick Gerald Byng (Poodle Byng) allein zu reisen, damit Palmerston nicht eifersüchtig wurde. Ihr Schwiegersohn Anthony Ashley-Cooper, 7. Earl of Shaftesbury berichtete:

„Seine Aufmerksamkeiten gegenüber Lady Palmerston, beide schon im fortgeschrittenen Alter, waren die einer immerwährenden Werbung. Das Gefühl war gegenseitig, und ich sah sie regelmäßig morgens zusammen hinausgehen, um einige Bäume zu pflanzen, und ich glaubte beinahe, dass sie lebten, um die Frucht zu essen oder im Schatten zusammenzusitzen.“

Während ihrer Ehe spielte Lady Palmerston weiterhin eine aktive gesellschaftliche Rolle als Salondame. Ihre Veranstaltungen wurden eifrig von ausländischen Diplomaten besucht. Lord Palmerston pflegte seine Frau zu ermuntern, seine politischen Ideen bei den Zusammenkünften in Umlauf zu bringen, und ließ sich von ihr anschließend die Reaktionen der Diplomaten berichten. So testete er inoffiziell die Stimmung unter den Diplomaten, bevor er sich öffentlich zu einer Meinung bekannte.
Lord Palmerston starb 1865 und seine Frau vier Jahre später auf dem Landsitz Brocket Hall. Sie hinterließ fünf Kinder aus ihrer Ehe mit Lord Cowper. Es wird angenommen, dass Palmerston der Vater ihrer Tochter Emily war.